# Habitações tradicionais amazônicas
Habitações tradicionais amazônicas é o nome que se dá ao lugar ou à unidade de habitação onde vivem os povos tradicionais da floresta amazônica, incluindo os habitantes tradicionais da Amazônia: indígenas, seringueiros e castanheiros. Para efeito de discussão e exposição foram considerados os conceitos de habitação+ povos tradicionais da Amazônia.
Devido à grande variação sociocultural dos patrimônios indígenas, na elaboração deste artigo consultou-se as seguintes aldeias amazônicas.

## Arquitetura indígena

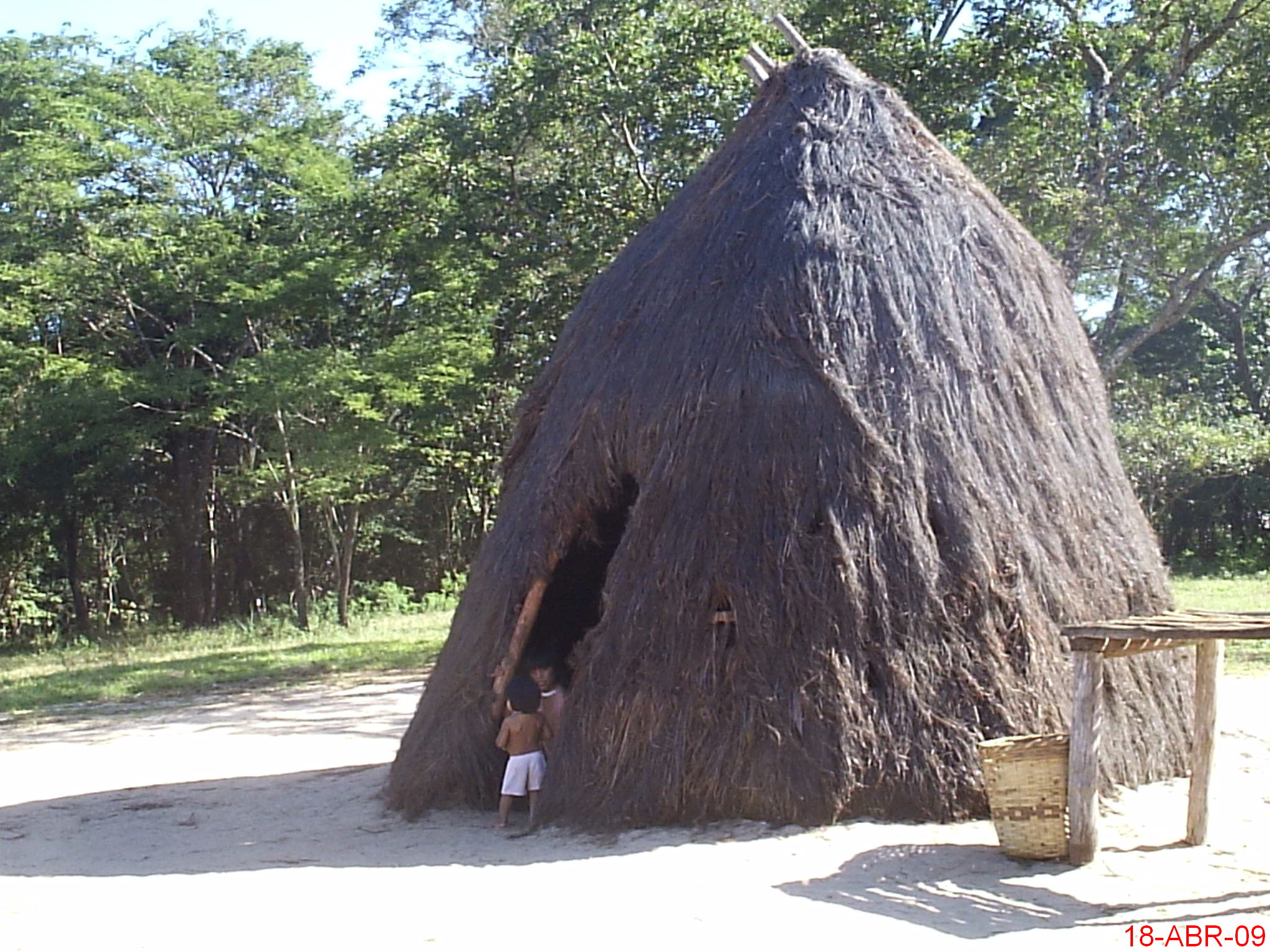
Oca dos Kuikuros, em Fazenda Santa Luzia, no Pará.

Cada aldeia reflete uma organização política própria do grupo ali vivente, por isso pode ser enquadrada no  conceito de território, local onde se exerce relações de poder. Entretanto, pela vasta distribuição dos indígenas, os agrupamentos diferem consideravelmente entre si.

### Pará

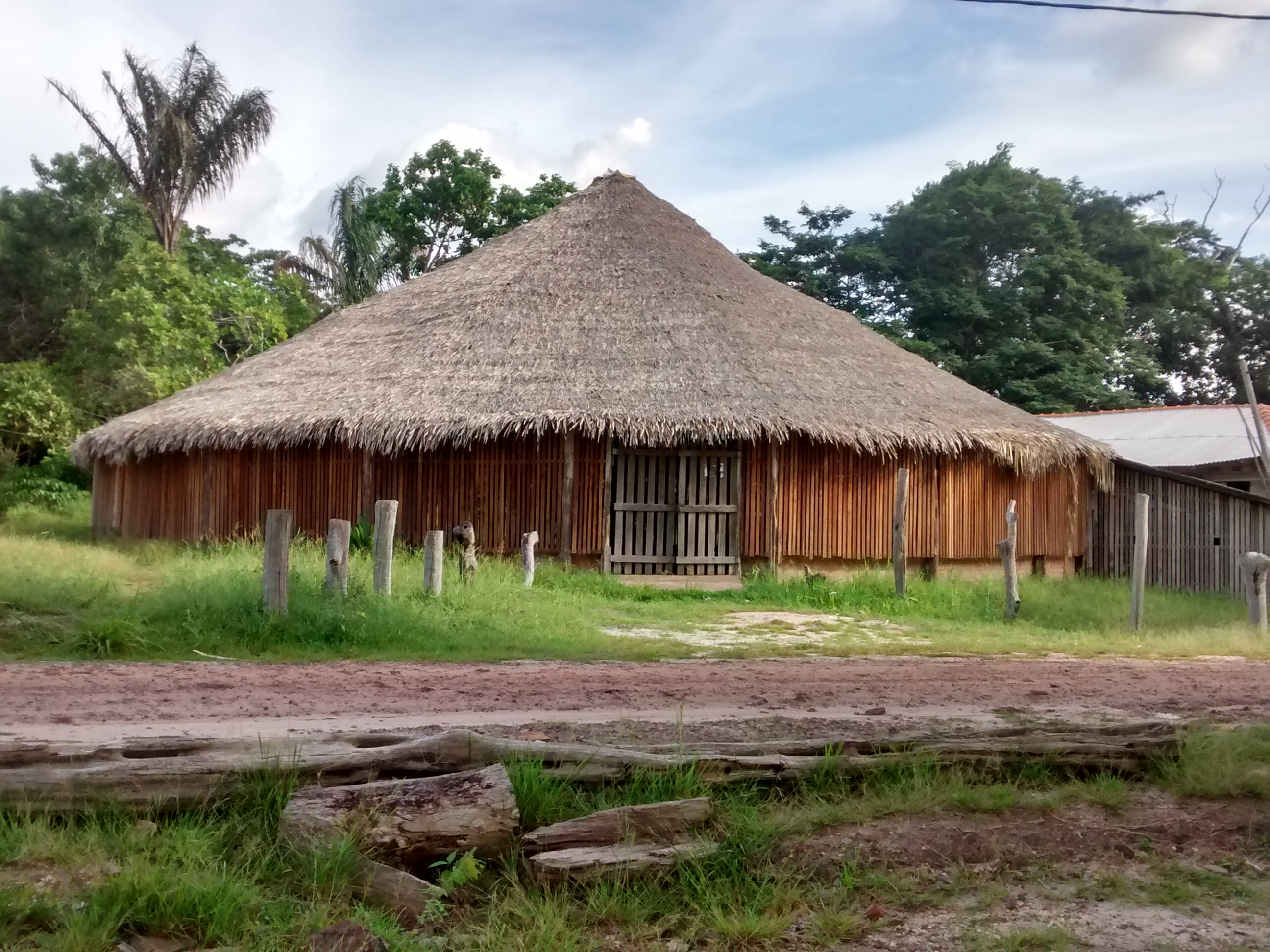
Oca na Praia Ponta de Pedras, em Santarém (PA)

Anambé e Aparai, ambos, apresentam, em comum nas pesquisas, influências do homem branco na construção dos seus telhados, ainda que resguardem ocas originárias.No segundo caso, o telhado de zinzo foi descrito em regiões da aldeia Arapai na beira do rio, pertencentes ao tipo ribeirinho, tal informação é importantíssima para evitar a associação com o conceito de aculturação contemporâneo. Acontece que a origem da população ribeirinha já remete ao processo de fusão através dos aldeamentos missionários e colonos, portanto, não é recente a utilização de madeira ou telhados similares aos utilizados em construções urbanas.
Dentre os Amanayé, também de origem paraense, nenhuma influência de povos não ameríndios foi relatada. Um registro infraestrutural diz "Casas baixas com telhado inadequado"  deixando em aberto se as casas são semelhantes às das cidades.

### Rondônia
Os Akuntsu, Amondawá e Cinta Larga representam parte dos grupos indígenas rondonienses, os últimos, presentes em mais de um estado nacional. No estado de Rondônia, faz se notório um aspecto intracultural: a adaptação dos cintas-largas conforme o ambiente; a casa tradicional da etnia é feita de palha, em formato ovular, ampla, é este o  modelo de construção encontrado na região, entretanto, na terra indígena em Serra Morena (MT) a população reside em casas de pau-a-pique, isto é, taipa feita à mão, e, outras, versões reduzidas da casa comum, com dimensões menores, 3m a 3m.
Parece ser um padrão no estado casas remanescentes de palha, no caso dos Amondawá, a incorporação de elementos externos à cultura tradicional toma forma nos telhados de barro e amianto, sem interferir na estrutura habitual das paredes.

### Amazonas
Apurinã, Banawá, Desana e Jamamadi são alguns dos povos que vivem no Amazonas. 
A variação interterritorial deixa marcas quando postos em comparação, por exemplo, os nativos da seção anterior com os amazonas; uma delas, é a mudança do formato das ocas, as casas Apurinãs possuem contorno circular. Para Bachelard (1974, p.510) “[...] o que é redondo lembra o carinho”.
Nesta mesma perspectiva, os Jamamadi optaram por malocas cônicas, enormes. "A continuidade espacial também estava presente no interior do grupo de denominação com a moradia em grandes casas comunais, malocas de forma cônica, que abrigavam todas as famílias da aldeia" (KROEMER, 1985). Eventualmente, com o passar do tempo, as casas comunais deram espaço às moradias unifamiliares, cobertas com palha de caranaí..
No Amazonas, todas as etnias listadas quase nada diferiam no modo de fazer seus lares, os Banawá igualmente utilizam palha, assim como os demais.

### Mato Grosso
No Mato Grosso, os Bakairi destacam-se pelas suas casas retangulares, parecidas com casas do rancho brasileiro, exceto o cacique, ele detém casa grande, redonda

## Moradia seringueira
Estão repletas de diferenças as ocas indígenas e as moradias seringueiras. Os indígenas sempre pertenceram à terra em que habitam, o próprio nome indígena, em função etimológica, é justamente "natural do lugar em que vive, gerado dentro da terra que lhe é própria" ETIM(1552).Os seringueiros, por sua vez, de ocupação majoritária na região Norte do Brasil, inicialmente(a partir do final do século XIX) no estado do Acre, correspondem a populações migrantes em busca de melhores condições de vida, originários do Nordeste brasileiro. 

### Primeiras ocupações
No final do século XIX, começo do século XX, os sertanejos recém-chegados procuraram misturar-se aos nativos da floresta amazônica no seu modo de viver e construir.Isso significou não somente a adoção da atividade de extração das seringueiras, mas também o uso de materiais como palha e madeira de paxiúba nas suas residências. Atualmente, tapiri é o local conhecido pela defumação do látex, porém, já foi o dormitório escolhido pelos seringueiros; de estrutura similar à indígena, o tapiri difere-se na inclinação dos seus telhados, formando ângulos próximos a quarenta e cinco graus. Quando não moravam nesses lugares rudimentares, os seringueiros viviam nos barracões dos seringalistas, donos da fazenda(seringal), responsáveis em cobrar aos seringueiros as dívidas da viagem, junto a uma taxa pelo uso das ferramentas de sangria da árvore seringueira, mais os alimentos fornecidos na casa do seringalista, pois era velado o uso das terras dos barracos na plantação agricultora. 

### Ocupações do século XX
A arquitetura seringueira muito provavelmente trouxe, junto a si, inspirações das casas de engenho do Nordeste. Estas detinham forma retangular, sustentadas por pilares e normalmente com a presença de varandas, assim fizeram os seringueiros, elevaram suas casas com esteios de madeira, atuando tal qual pilares, em um nível de um metro e meio acima do chão.Adicionaram varandas nos seus lares, seja unicamente na parte frontal, seja em torno da lateral e da frente da casa, fazendo espécie de "L"'. Criaram escadas a fim de conectar uma casa elevada ao piso da mata, prevenindo a destruição das madeiras térreas pela enchente em terras várzeas e mantendo sua morada ventilada de baixo para cima, ao decorrer da entrada de ar nas frechas do chão
Desse modo, a miscigenação dos saberes entre os nativos amazônicos e os migrantes nordestinos chamados brabos, traduziu-se em uma arquitetura inovadora com a utilização de matérias primas locais. Os mesmos elementos, palha e madeira, produziram estilos desiguais, conforme a necessidade. Extrativistas seringueiros, diferente da maior parte das etnias indígenas abrangidas acima, ocupavam regiões próximas ao rios sinuosos, a garantir alimento pela pesca; suas casas eram feitas de acordo com o ambiente suscetível a alagamento e as específicas condições climáticas, onde o dia era quente e úmido.

### Seringueiros no século XXI
Pouco mudou no que diz respeito à arquitetura. Tanto quanto os originários amazônicos, os seringueiros incluíram telhas fabricados no setor industrial, produzidas com alumínio ou amianto; algumas vezes, ainda, a parede de paxiúba foi substituída por alvenaria.

## Moradia castanheira
Castanheiros são os povos que assumem o trabalho da retirada da Castanha-do-pará; nesta classificação, estão inclusos os indígenas, ribeirinhos e quilombolas

### Quilombolas na Amazônia
Os quilombolas têm sua origem na Floresta Amazônica desde a primeira metade do século XVIII, onde escravos fugidos alojaram-se no intuito de garantir maior isolamento, num contexto da sociedade escravocrata brasileira.Ali, estabeleceram os quilombos, conjunto de moradias responsáveis pelo nome "quilombola".
"Ao contrário do que muita gente imagina os quilombos eram aldeias bem mais planejadas do que inúmeras vilas ou cidades existentes no país. Existiam a casa do conselho, a igreja, além das fortificações instaladas estrategicamente, as roças e espaços para lazer e exercícios ganhando uma consistência habitacional sólida e surpreendente (AGUIAR, 1952)."Em relação a cada unidade do "acampamento" (kilombo) de resistência, era comum, tanto na África quanto no Brasil, tetos de duas águas, utilização de paus de forquilha, formato retangular e cômodos pequenos ou ausência de janelas.
O sentido único das casas era o abrigo contra intempéries climáticas e para dormir. Nesta perspectiva, o significado de habitação girava menos no lugar de dormir, mas entorno da rede de convivências formadas ao redor das cabanas, entre as famílias.

### Abrigo temporário e a Castanha-do-pará
Durante o período da coleta de ouriços, cerca de 3 meses, é comum a todos os povos vinculados à atividade extrativista castanheira na Amazônia, a mudança para barracas temporárias.Algumas vezes essas barracas, apesar do caráter temporário, são preparadas com um ano de antecedência, sempre em meio à floresta, próximas às áreas de coleta; ao chegar no momento devido para mudança, os castanheiros preparam canoas com suprimentos alimentícios, placas solares e televisores, desse modo, realizam anualmente a atividade econômica tradicional.
Os barracos constituem-se de toras de madeira e lona, é onde comem suas refeições e alojam suas redes, penduradas lado ao outro.

## Sustentabilidade nas habitações tradicionais
Sustentabilidade remete ao termo desenvolvimento sustentável, ou seja, a capacidade de desenvolver-se suprindo as necessidades da geração atual, sem comprometer as gerações futuras por uma insuficiência de recursos. A arquitetura sustentável, por analogia, é aquela que permite a edificação de estruturas suficientes para cumprir com as demandas humanas do século vigente, de forma a não condenar construções posteriores, por exemplo, pela superlotação dos centros urbanos. 
Dentre os objetivos da Organização das Nações Unidas para alcançar o  desenvolvimento sustentável no Brasil, têm-se em décimo primeiro lugar, cidades e comunidades sustentáveis, as quais já foram concretizadas antes, a nível nacional, ao longo do período pré-cabralino. As aldeias indígenas, moradias seringueiras e castanheiras, podem ser consideradas sustentáveis ao passo que se inserem num conceito nomeado Arquitetura vernacular .
Arquitetura vernacular e Arquitetura sustentável não se equivalem. Dizer arquitetura vernacular é retomar conceitos de uma arte popular no seu sentido mais literal, uma arte feita pelo povo, não para o povo; nesse viés, o que se tem não é uma arte arquitetônica feita por impressões terceiras, apenas nativos de uma determinada região executando o cabível, dentro das suas condições, socio, econômicas e ambientais, no objetivo de garantir a subsistência.
Todavia, enquadrar uma comunidade em um conceito de arquitetura vernacular tem relação direta com o seu enquadramento numa arquitetura de sustentabilidade, é o que observa Lima, Valdeci Candido. Pois o modo de fazer vernacular está intrinsecamente ligado ao uso dos recursos naturais oriundos da região, por esta razão, normalmente, recursos naturais em abundância. Nas comunidades indígenas, seringueiras e castanheiras, num todo, foi relatado o uso de palha e madeira, variando o tipo utilizado de região em região. É este tipo de variação o ideal para uma conduta desenvolvimentista sustentável, na medida que privilegia produtos primários adaptados ao clima da região( proporcionando, consequentemente, maior tempo de vida) além de garantir a proteção das espécies.
A arquitetura vernacular trata, então, de uma estruturação extremamente adaptativa, funcional e regionalista. Pode-se dizer que é uma adaptação vernacular a modificação das ocas tradicionais feitas por quilombolas, com  tetos de duas águas, citados anteriormente no artigo; na mesma classificação, as moradas seringueiras, marcadas por uma angulação ascendente em quarenta e cinco graus no teto. Foram mudanças realizadas de modo a ampliar a circulação de vento nas casas, diferindo dos originários, no entanto, sem atrapalhar a integração com a floresta e a proteção dos seus recursos ambientais. Assim, os povos tradicionais da Amazônia incluem-se na manutenção dos recursos naturais.